# Ricardo Alfonso Ferro
Ricardo Alfonso Ferro Lozano (Ibagué; Tolima; 30 de agosto de 1973) es un abogado y político colombiano. Fue representante a la Cámara del departamento del Tolima. 
Ha sido concejal en el Carmen de Apicalá, Tolima, asesor en el Palacio de Nariño durante el gobierno del expresidente Álvaro Uribe Vélez, y secretario privado de Juan Lozano Ramírez, entonces Ministro de Ambiente, Vivienda y Desarrollo Territorial. Es el autor de la Ley 2064 de 2020 "Vacunas para Todos" que permitió a Colombia adquirir vacunas contra la Covid-19 y dispuso que su aplicación fuera gratuita.

## Biografía
Nació en Ibagué, Tolima, en el seno de una familia compuesta por Yolanda Lozano, originaria del municipio del Carmen de Apicalá y Alfonso Ferro, originario de Ibagué. Sus estudios de bachillerato los realizó en el Gimnasio del Norte, y con tan solo 18 años de edad decidió en 1992 lanzarse como concejal del Carmen de Apicalá. Logró elegirse como el concejal más joven del país y fue presidente de esa corporación en el segundo año del periodo.
Después de finalizar el periodo como concejal en 1994, se trasladó a la ciudad de Bogotá a estudiar Derecho en la Universidad Sergio Arboleda y también realizó una especialización en Derecho Público Económico en esa misma universidad. Al graduarse, se desempeñó como futbolista profesional en los 2000 con el equipo Lanceros Boyacá en la B y tuvo la oportunidad de jugar con Radamel Falcao García. Allí duró 2 años, y posteriormente viajó a España para realizar una maestría en Urbanismo y Ordenamiento Territorial, en la Universidad San Pablo CEU, donde elaboró una tesis sobre el urbanismo en Colombia. Estando allí participó por una beca de la Fundación Carolina, la cual obtuvo y le permitió realizar otra maestría en Acción Política y Participación Ciudadana en ese mismo país en la Universidad Francisco de Vitoria. Culminó sus estudios después con un Diplomado sobre Participación en Plusvalía en el Instituto Lincoln en Cambridge, Massachussets, Estados Unidos.
Su vida profesional se ha centrado en el sector público, siendo en 2006 asesor de la Presidencia de la República en el primer gobierno de Álvaro Uribe Vélez y luego entre 2006 y 2009 secretario privado del Ministro de Ambiente, Viceministro de Ambiente encargado, y Director de Desarrollo Territorial de ese mismo ministerio.   
Ha sido candidato dos veces por la Alcaldía de Ibagué, en 2011 y 2015, es EX-Representante a la Cámara por el departamento del Tolima, para el periodo 2018-2022. Aspira a ser electo como alcalde de su municipio (por tercera vez) para el periodo 2024-2027.

### Trayectoria pública
Su primera incursión en la política fue, apenas siendo bachiller, ser elegido en 1992 en el municipio Carmen de Apicalá como concejal, con tan solo 18 años de edad, donde se desempeñó como presidente de ese cuerpo colegiado. Fue destacado en ese entonces como el concejal más joven del país, y finaliza su periodo en 1994 a lo que se dedica a estudiar su carrera profesional.
En 1997, después de culminar su especialización en Bogotá, aspira a ser elegido como edil en la localidad de Suba encabezando la Lista de Renovación Política, apoyando a Susana González al concejo de Bogotá por el Partido Liberal pero su aspiración no prosperó. En 2003, al regresar de España de haber cursado una especialización en Derecho Público en la Universidad San Pablo CEU y un magíster en Ordenamiento Territorial, Acción Política y Participación Ciudadana de la Universidad Francisco de Vitoria, conformó una coordinación juvenil en Bogotá en apoyo a la candidatura de Juan Lozano a la alcaldía de Bogotá. 
Ya en 2006, durante la primera presidencia de Álvaro Uribe Vélez, se desempeña como asesor en Palacio de Nariño y posteriormente es nombrado en el Ministerio de Ambiente siendo Juan Lozano Ramírez Ministro de esa cartera. Allí estuvo hasta 2009, y entre los cargos que desempeñó estuvieron secretario privado del Ministro de Ambiente, Viceministro de Ambiente encargado, Director de Desarrollo Territorial de ese mismo ministerio y representante del Gobierno y del Ministro de Ambiente en los consejos directivos de Invías, Inco, Cardique, CRA, CAR, Corpoguajira y del Consejo Nacional de Monumentos.
Después acompaña a Juan Lozano en sus aspiraciones al Senado de la República por el Partido de la U, siendo su fórmula a la Cámara de Representantes en el departamento del Tolima. En esta ocasión no logra elegirse representante pero tiene una gran acogida en Ibagué, por lo que en 2011 inicia su primera aspiración a la alcaldía de la capital tolimense, realizando una consulta interna en el Partido de la U donde compite contra el exalcalde de esa ciudad Jorge Tulio Rodríguez, obteniendo más de 15.000 votos en esta consulta y unos 64.144 votos el día de la elección, equivalente a casi el 37% de la votación. En 2015, insiste en su aspiración, esta vez apartándose de los partidos e impulsando un candidatura cívica. Para ese entonces, entregó más de 106.000 firmas para conformar el grupo significativo de ciudadanos "Firme por Ibagué", obteniendo en las elecciones 51.325 votos.
En el año 2017 se inscribe como candidato a la Cámara de Representantes de Colombia por el departamento del Tolima. Es elegido en 2018 con 33.194 votos.
Se lanzó posteriormente al Senado y se quemó.
Luego, ante la decadencia partidista decide renunciar a su militancia. Se lanza de nuevo al ruedo político por firmas.

## Representante a la Cámara
En las elecciones legislativas de 2018 es electo representante a la Cámara por el departamento del Tolima. Fue elegido presidente de  la Comisión de Investigación y Acusación de la Cámara de Representantes. Allí adelantó importantes investigaciones como la cursada al entonces presidente Juan Manuel Santos por el ingreso de dineros de Odebrecht a su campaña presidencial del 2014.
Como representante en la discusión de la reforma tributaria defendió el fútbol como un tema de interés nacional, propuso que un partido de la Selección nacional colombiana fuera gratuito y transmitido en televisión abierta. Así mismo presentó la iniciativa de proyecto de ley que prohíbe la crianza, comercialización y tenencia de aves de vuelo y ornato en el país.
Desde su posesión en 2018, Ricardo Ferro ha presentado un total de 33 proyectos de ley y de acto legislativo, y convocado a 18 debates de control político, entre ellos sobre cobros excesivos en el impuesto predial, la grave situación de los arroceros, y los altos costos en servicios públicos durante el COVID-19.

#### Leyes de su autoría
- Ley 2064 de 2020, "Vacunas Para Todos", por medio de la cual se declara de interés general la estrategia para la inmunización de la población colombiana contra la Covid-19 y la lucha contra cualquier pandemia y se dictan otras disposiciones, que permitirá a Colombia poder inmunizar gratuitamente a toda su población frente al Covid-19 y otras posibles pandemias.

- Ley 2007 de 2019, por medio de la cual la Nación conmemora la vida y obra del ilustre Juan Mario Laserna Jaramillo. Por medio de esta ley, también se autoriza al Gobierno Nacional, a través del Ministerio de Cultura, para que incluya las partidas necesarias para dotar de los equipos e instrumentos necesarios para el funcionamiento misional de cada una de las salas del Panóptico de la ciudad de Ibagué del departamento del Tolima.[16][17]

## Controversias

### Controversias en campaña
Como candidato a la Alcaldía de Ibagué en 2011 afirmó que la postura de su contrincante de solucionar los problemas del sistema educativo solo dando becas educativas era una propuesta populista. De nuevo, y para contrarrestar la estrategia de este mismo candidato de pagar a los ciudadanos para que pusieran afiches políticos en sus hogares y negocios, su equipo de campaña realizó una rifa entre quienes tuviesen uno alusivo a Ferro. En esas elecciones fue derrotado por este candidato, llamado Luis Hernando Rodríguez, del Partido Liberal.

### Recusación en la Comisión de Acusaciones
Ante la apertura de una investigación contra el presidente Juan Manuel Santos por presuntos ingresos de dineros a la campaña presidencial, provenientes de Odebrecht, congresistas y partes en el proceso le pidieron a Ferro apartarse de la investigación debido a que existiría enemistad grave del investigador contra Santos ya que el representante había prejuzgado sobre el caso en redes sociales y en medios.
El pleno de esa Comisión del Congreso aceptó la recusación en contra de Ferro Lozano interpuesta por la defensa del exmandatario Juan Manuel Santos.  Con esa decisión, la Comisión lo retiró de la investigación que adelantaba por lo que Ferro decidió renunciar a dicha Comisión.